# Черкаський Давид Янович
Дави́д Я́нович Черка́ський  (23 серпня 1931, Шпола, УРСР, СРСР — 30 жовтня 2018, Київ, Україна) — радянський і український режисер-мультиплікатор, художник-мультиплікатор, сценарист. Заслужений діяч мистецтв України (9.11.1995). Академік Академії телебачення (1997), член-кореспондент Національної академії мистецтв України (1998). Народний артист України (2010).

## Біографія
Закінчив Київський інженерно-будівельний інститут (КІБІ) (1955). Після закінчення інституту разом зі своїми друзями, випускниками КІБІ, колишніми архітекторами Володимиром Дахном та Марком Драйцуном, розпочав роботу в новому творчому об'єднанні мультиплікаційних фільмів під керівництвомІ. Б. Гурвич.
Працював художником Творчого об'єднання художньої мультиплікації «Київнаукфільму».
З 1964 р.— режисер цього об'єднання.
Президент Міжнародного фестивалю анімаційних фільмів «КРОК».
Член Національних спілок кінематографістів і журналістів України.
Помер 30 жовтня 2018 року у віці 87 років після двомісячної госпіталізації у зв'язку з інсультом. Був похований 1 листопада в одній могилі з батьками на Берковецькому кладовищі (ділянка 106).

## Фільмографія

### Художник
- 1961 — «Пригоди Перця»
- 1962 — «П'яні вовки»
- 1962 — «Супутниця королеви»
- 1963 — «Заєць та їжак»
- 1963 — «Золоте яєчко»
- 1963 — «Непосида, М'якуш і Нетак»
- 1965 — «Казка про царевича і трьох лікарів»
- 1966 — «Літери з ящика радиста»
- 1967 — «Як козаки куліш варили»
- 1967 — «Колумб пристає до берега»
- 1968 — «Людина, що вміла літати»
- 1969 — «Містерія-буф»
- 1970 — «Короткі історії»
- 1971 — «Чарівник Ох»
- 1973 — «Як козаки наречених визволяли»
- 1974 — «Пригоди малюка Гіпопо»

### Режисер-постановник
- 1964 — «Таємниця чорного короля»
- 1967 — «Колумб пристає до берега»
- 1968 — «Людина, що вміла літати»
- 1969 — «Містерія-буф»
- 1970 — «Короткі історії»
- 1971 — «Чарівник Ох»
- 1972 — «Вокруг света поневоле»
- 1974 — «Прощавайте, фараони!» (у співавторстві з В'ячеславом Винником, Одеська кіностудія)
- 1975 — «Якого рожна хочеться?» (Почесний диплом XIII МКФ в Кракові)
- 1978 — «Пригоди капітана Врунгеля» (т/ф, 13 с; Диплом Всесоюзного телефестивалю в Єревані)
- 1983 — «Крила»
- 1984—1995 — «Лікар Айболить» (режисер, сценарист)
- 1988 — «Острів скарбів» (режисер, сценарист)
- 1995—1996 — «Найсильніший Дикого Заходу»
- 2012 — «Нові пригоди Капітана Врунгеля» (2012, к/м, у співавт.)

## Нагороди і звання
- Заслужений діяч мистецтв України (9 листопада 1995) — за значний особистий внесок у розвиток української національної культури, вагомі творчі здобутки[4]
- Орден «За заслуги» III ступеня (22 серпня 2002) — за значний особистий внесок у соціально-економічний та духовний розвиток України, вагомі трудові здобутки та з нагоди 11-ї річниці незалежності України[5]
- Орден «За заслуги» II ступеня (7 вересня 2007) — за вагомий особистий внесок у розвиток національного кіномистецтва, багаторічну плідну творчу діяльність і високий професіоналізм та з нагоди Дня українського кіно[6]
- Народний артист України (29 січня 2010) — за значний особистий внесок у розвиток українського анімаційного кіномистецтва, вагомі досягнення у професійній діяльності та з нагоди 50-річчя від дня заснування Української кіностудії анімаційних фільмів, м. Київ[7]